# Jugoslaviska kommittén
Jugoslaviska kommittén var en politisk intressegrupp som grundades i London den 30 april 1915. Kommittén bestod av sydslaver (kroater, slovener och serber) från Österrike-Ungern som önskade att förena de sydslaviska folken från Dubbelmonarkin med Serbien under den serbiska monarken. Kommittén skrev under överenskommelsen på Korfu i juli 1917 om att efter första världskriget skapa Serbernas, kroaternas och slovenernas kungarike. Då landet bildades den 1 december 1918 enligt överenskommelsen var kommitténs uppgift uppfylld.

## Grundare/ursprungliga medlemmar
- Frano Supilo
- Ante Trumbić
- Ivan Meštrović
- Hinko Hinković
- Franko Potočnjak
- Nikola Stojanović
- Dušan Vasiljević